# 丹羽賢

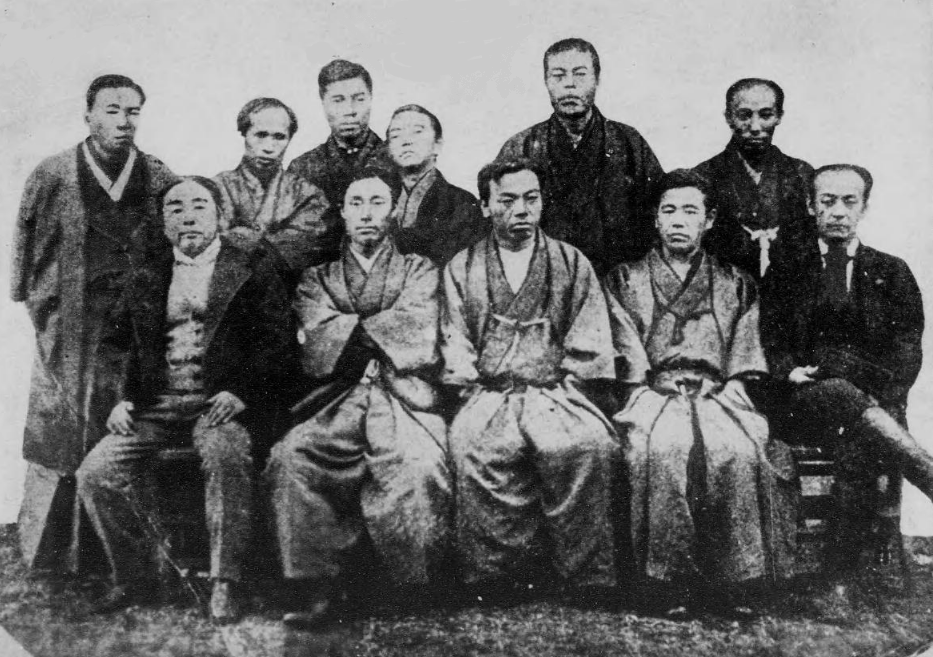
司法省発足時の丹羽賢少丞（後列左端）。その右に、島本仲道警保頭 、松岡康毅七等出仕、松本暢権大判事（元壬生藩御典医・石崎誠庵）、尾崎忠治中判事、阪本政均警保助。前列左より、玉乃世履権大判事、福岡孝弟大輔、江藤新平司法卿、楠田英世明法権頭、渡辺驥少丞。1872年。

丹羽 賢（にわ まさる、1846年6月26日（弘化3年閏5月3日） - 1878年（明治11年）3月20日）は、尾張藩の勤王運動家、明治期の官吏。

## 人物
1846年（弘化3年）閏5月3日、300石を領する尾張藩士丹羽佐一郎氏常の子として尾張国名古屋（現・愛知県名古屋市）に生まれる。幼名は淳太郎。
名古屋の勤王思想家国枝松宇の私塾で四書五経を、森春濤に詩を、書を外祖父高木雪居に学ぶ。
以後、国枝私塾の同窓である中村修之進（中村修）、田中国之輔（田中不二麿）と親交を保つようになる。
1862年（文久2年）、父に従って江戸に出、昌平黌に学ぶうち国学家の松本奎堂の知遇を得る。国枝、松本の感化を受け尾張勤王運動の急先鋒となり、田中、田宮如雲とともに藩内の倒幕活動に尽力する。
慶応3年（1867年）、藩校明倫堂の教官となる。また、慶応3年12月9日（1868年1月3日）の小御所会議に参席しており、新政府の参与に任ぜられている。
維新後は東京府判事摂行（せっこう）、ならびに名古屋藩大参事になる。
1871年（明治4年）11月、廃藩置県により安濃津県参事に転じる。1872年（明治5年）4月、三重県権令、8月、司法少丞と権大検事を兼ねる。1875年（明治8年）、司法大丞となる。1876年（明治9年）2月、五等判事となる。
1877年（明治10年）、廃官とともに病に臥す。1878年（明治11年）3月、重篤に陥り、明治天皇夫妻より果物の見舞品を贈られるも、病没。わずか33歳であった。
1913年（大正2年）、維新の功を認められ、大正天皇より従四位を贈られる。
漢詩に優れた腕前を示し、没後の1880年（明治13年）春、自作詩がまとめられた詩稿『花南小稿』全2巻が、旧友である司法卿田中不二麿の手で刊行されている。